# Cursos de català a la ràdio
En el context dels intents de recuperació de l'ensenyament del català que van succeir-se durant la dècada dels seixanta, el 1969 Ràdio Barcelona va posar en antena el programa Cursos de catalán, ideat i escrit pel poeta, gramàtic i editor Miquel Arimany, al qual posaven veu ell mateix i els locutors Isidre Sola, Enriqueta Teixidó i Xavier Ubach, dirigits per Armand Blanch. El programa, que es va estroncar a la trenta-tresena emissió, tenia com a objectiu fonamental l'extensió del coneixement del català entre el col·lectiu immigrant, condició imprescindible per a eixamplar-ne l'ús. El programa es caracteritzava principalment per l'alternança de castellà i català com a llengües vehiculars; la comparació amb el castellà com a recurs pedagògic per a l'aprenentatge del català i l'amenitat del radioteatre com a estratègia per a atreure l'audiència i fidelitzar-la.
L'any 1984 va néixer el curs multimèdia Digui, digui... publicat per la Direcció General de Política Lingüística de la Generalitat de Catalunya, amb l'objectiu de facilitar l'ensenyament del català a la població adulta no catalanoparlant. Els materials es van elaborar en diferents suports: llibres, cassets d'àudio i vídeo. També es van adaptar per ser utilitzats en diferents mitjans de comunicació: televisió, ràdio i premsa. En el programa de ràdio, un professor presentava les activitats i resolia qüestions relacionades amb el curs plantejades tant per alumnes com per professors.
L'any 2010 es va començar a emetre el programa Onescat, un curs de català inicial per ràdio adreçat a persones que acaben d'arribar a Catalunya. El curs consta de 17 programes en els quals es tracten temes diversos com les presentacions, l'habitatge, les compres, la feina, etc. Onescat és un programa elaborat pel Consorci per a la Normalització Lingüística i enregistrat i produït per COM Ràdio. Tots els capítols tenen un fil conductor que il·lustra els continguts que s'aprendran. A l'inici, Cosa de dos, cosa de tots mostra la història entre dues persones que participen en el programa Voluntariat per la llengua. A continuació, en David i la Patrícia, professor i alumna, introdueixen i practiquen diverses estructures lingüístiques. Finalment, cada programa acaba amb un comentari sobre llengua i cultura, per exemple sobre les convencions socials en les salutacions i els gestos, la procedència d'algunes paraules, cuina catalana, frases fetes en català...